# Altaj (gebergte)
De Altaj (Russisch: Алтай, Turks en Oeigoers: Altay) of het Altajgebergte is een gebergte in Centraal-Azië. Het is gelegen op de plaats waar Rusland, China, Mongolië en Kazachstan bij elkaar komen en beslaat een groot stuk van de Russische autonome republiek Altaj.
In het gebergte ontspringen de beide bronrivieren van de Ob (de langste rivier van Rusland), namelijk de Katoen en de Bieja, waarvan de laatste haar bron heeft in het grootste meer van de Altaj, het Teletskojemeer, dat vooral door de Tsjoelysjman gevoed wordt.

## Onderverdeling
De Altaj kan worden onderverdeeld in drie uiteenlopende bergketens:
- De Russische Altaj of Grote Altaj ligt in het grensgebied van de vier landen Rusland, Mongolië, China en Kazachstan, maar toch voornamelijk binnen Rusland, waar deze zich uitstrekt over de republiek Altaj en kraj Altaj. In het noordwesten en noorden gaat deze keten over in het stroomdal van de Ob en het West-Siberisch Laagland. In het noordoosten ligt de Westelijke Sajan en in het oosten het Tannoe-Olagebergte en het hoogland van Mongolië, waaruit zich het Changaigebergte verheft. In het zuidoosten gaat de Russische Altaj over in de Mongoolse Altaj. In het zuiden en zuidwesten loopt het gebergte af naar het stroomdal van de Irtysj met het meer Zaysan Köli, dat als het Boechtarmastuwmeer vol is, wordt overstroomd door deze rivier; achter deze rivier en dit meer ligt de Kazachse Rug. Naar het noordwesten toe loopt het af naar de Koeloendasteppe. De hoogste bergtop van de Russische Altaj is de Beloecha met 4506 meter.
- De Mongoolse Altaj (Ektag), die in het noorden en noordwesten begrensd wordt door de Russische Altaj, ligt grotendeels in Mongolië en het grensgebied met China. In oostelijke richting loopt het af naar het Hoogland van Mongolië. In het zuidoosten gaat de Mongoolse Altaj over in de Gobi-Altaj en in de Gobiwoestijn. In het zuiden en zuidwesten loopt het onder andere af naar het stroomdal van de Irtysj, het bekken van Dzjoengarije en het meer Zaysan Köli. De hoogste bergtop van de Mongoolse Altaj is de Tavan Bogd Uul met 4374 meter.
- De Gobi-Altaj ligt ten zuidoosten van de Mongoolse Altaj en bevindt zich alleen in Mongolië (in de Ajmag Govĭ-Altaj). In noordelijke richting loopt deze keten af naar het Hoogland van Mongolië. In het oosten, zuidoosten, zuiden en zuidwesten loopt de Gobi-Altaj af naar de Gobiwoestijn. De hoogste bergtop van de Gobi-Altaj is de Ich Bogd Uul met 3957 meter.

### Werelderfgoed
Het Altajgebergte wordt algemeen beschouwd als een van de mooiste gebieden van Siberië, mede doordat industrie en toerisme er vrijwel niet aanwezig zijn.

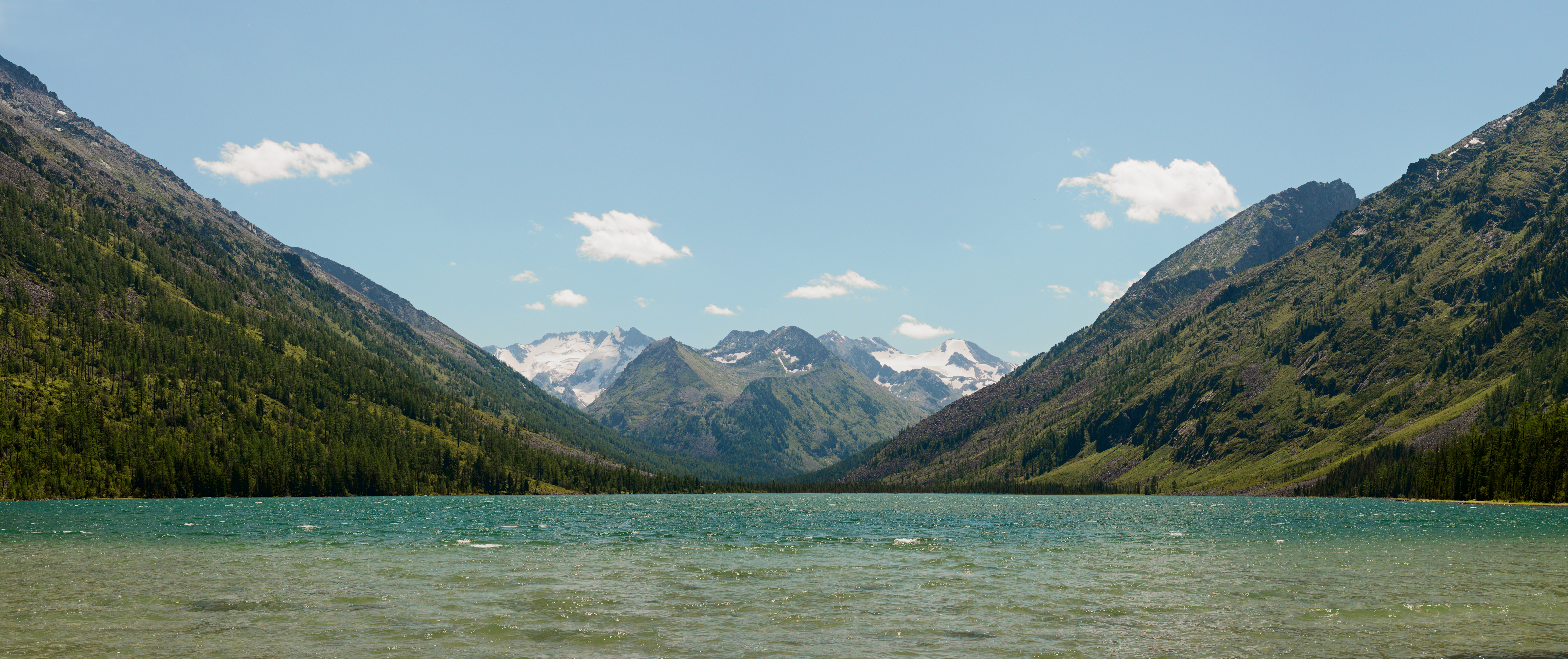
Midden-Moeltinskojemeer
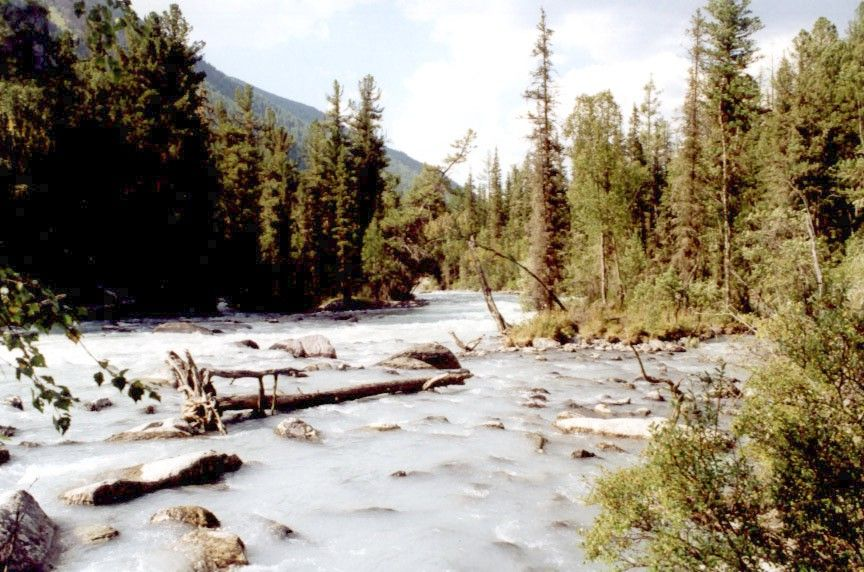
Koetsjerlarivier
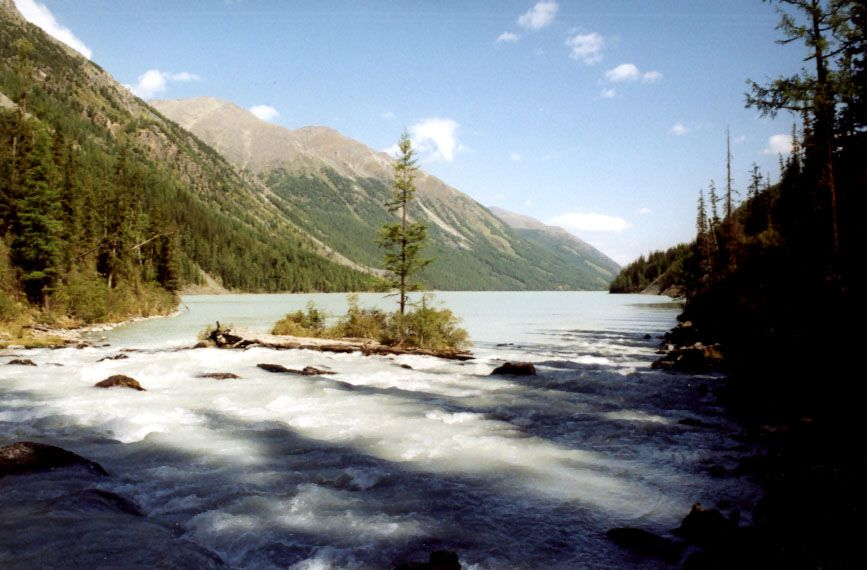
Koetsjerlameer
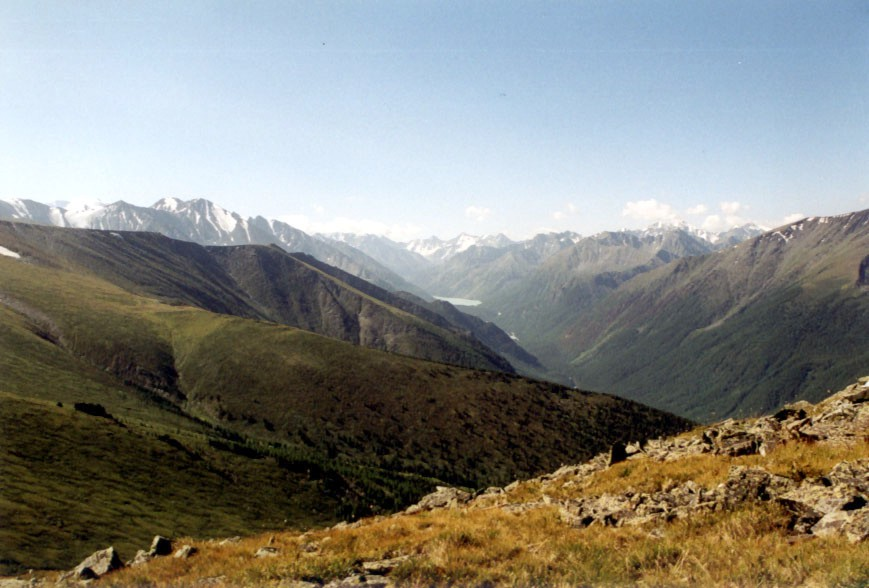
Koetsjerlavallei en meer
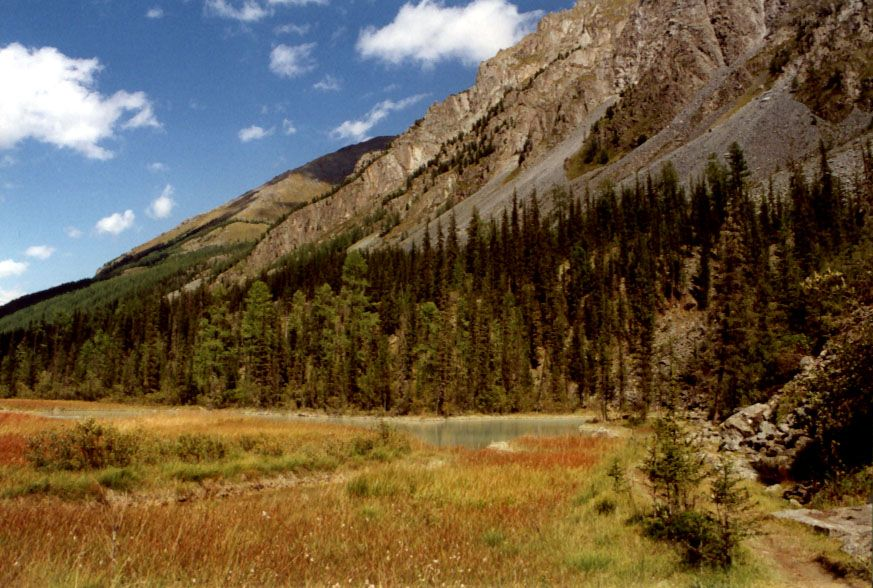
Koetsjerlavallei